# Gekkeikan
Gekkeikan (jap. 月桂冠株式会社 Gekkeikan Kabushiki-gaisha; ang. Gekkeikan Sake Co., Ltd.) – japońska firma produkująca sake. Jedno z najstarszych przedsiębiorstw na świecie. Powstało w 1637.
Firma powstała w miejscowości Fushimi, która obecnie jest południową dzielnicą dawnej stolicy Japonii – Kioto. Jej założyciel, Jiemon Ōkura, wybrał to miejsce ze względu na znakomitą jakość tamtejszej wody.
Firma została założona w 1637 i jest jedną z najstarszych na świecie, należąc przez cały czas do jednej rodziny. Z tego powodu w 1981 została członkiem Stowarzyszenia Enochian.
Obecna nazwa sake Gekkeikan wprowadzona w 1905, oznacza „koronę laurową”. Jest też tłumaczona często jako wieniec laurowy. Pierwsza nazwa firmy, wprowadzona przez Jiemona Ōkurę, brzmiała Kasagiya. W ciągu lat nazwa zmieniała się na: Okura Tsunekichi Shoten, Co., Ltd.; Okura Sake Company, Ltd.; Gekkeikan Sake Company, Ltd.
W zamiarze zaprezentowania kilkusetletniego dorobku firmy i jej tradycji wytwarzania sake utworzono Gekkeikan Okura Sake Museum, w którym znajdują się dawne budynki, narzędzia produkcji oraz różnego rodzaju sprzęty i urządzenia.

## Galeria

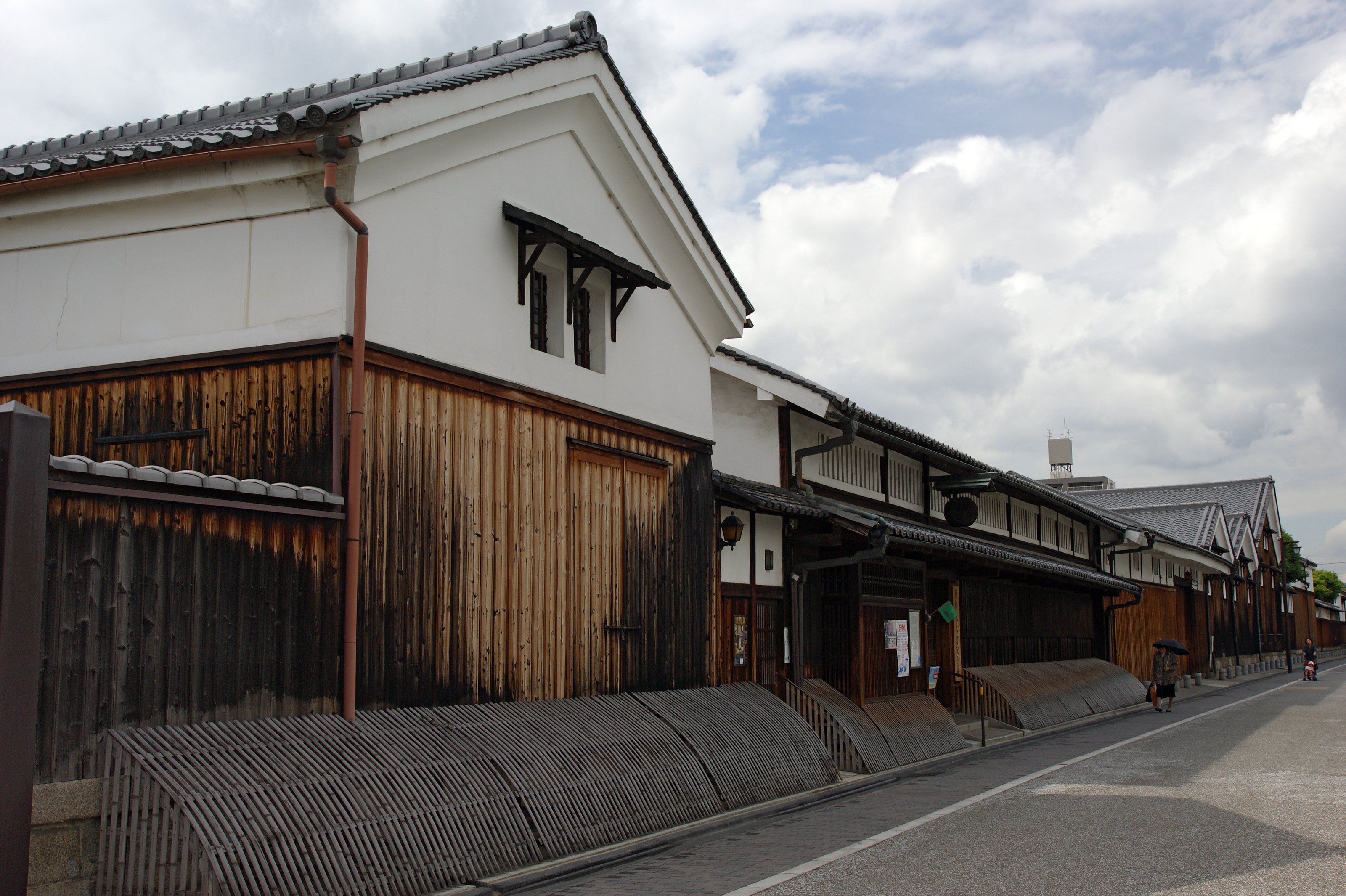
Muzeum firmy Gekkeikan
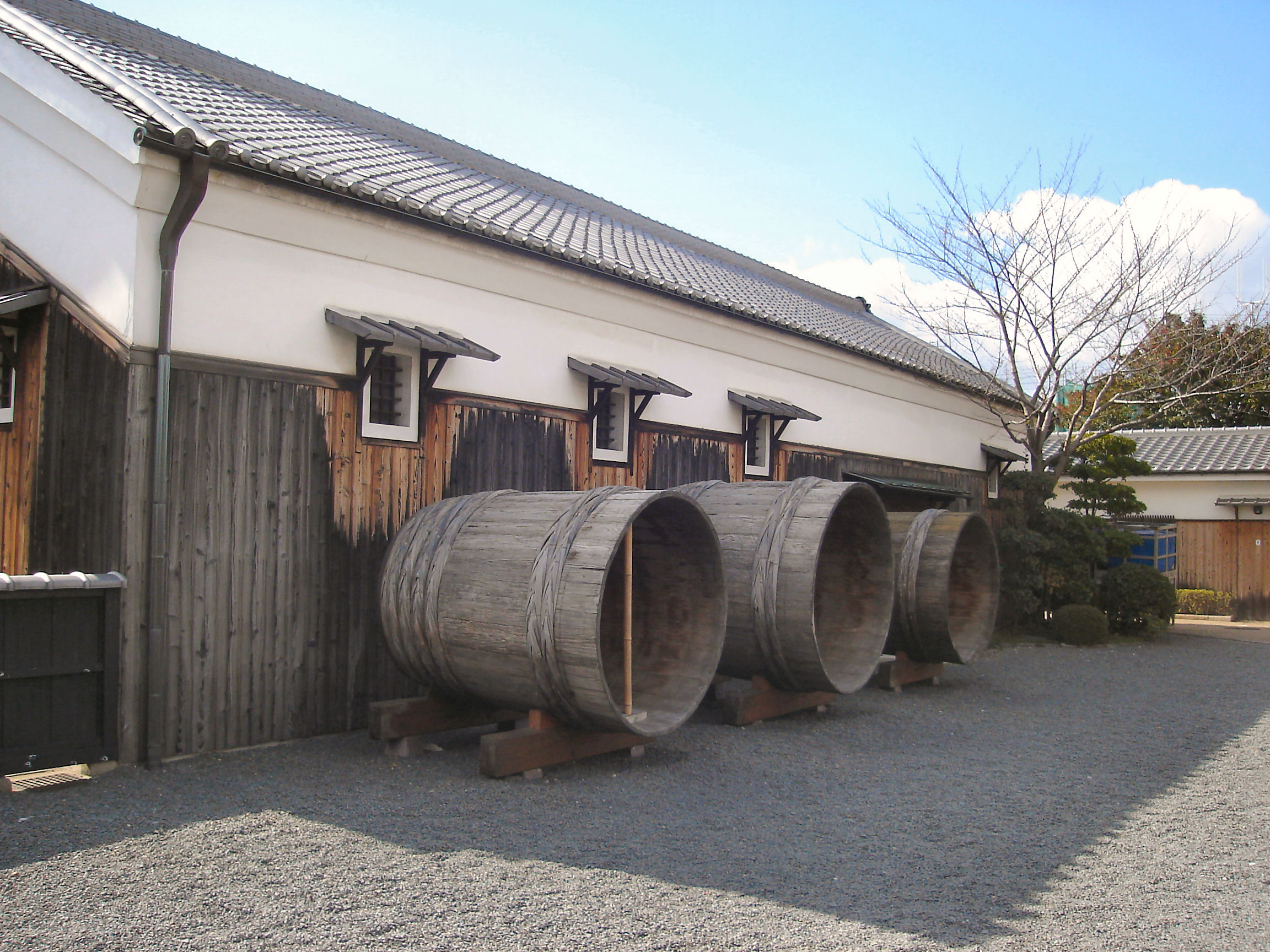
Muzeum
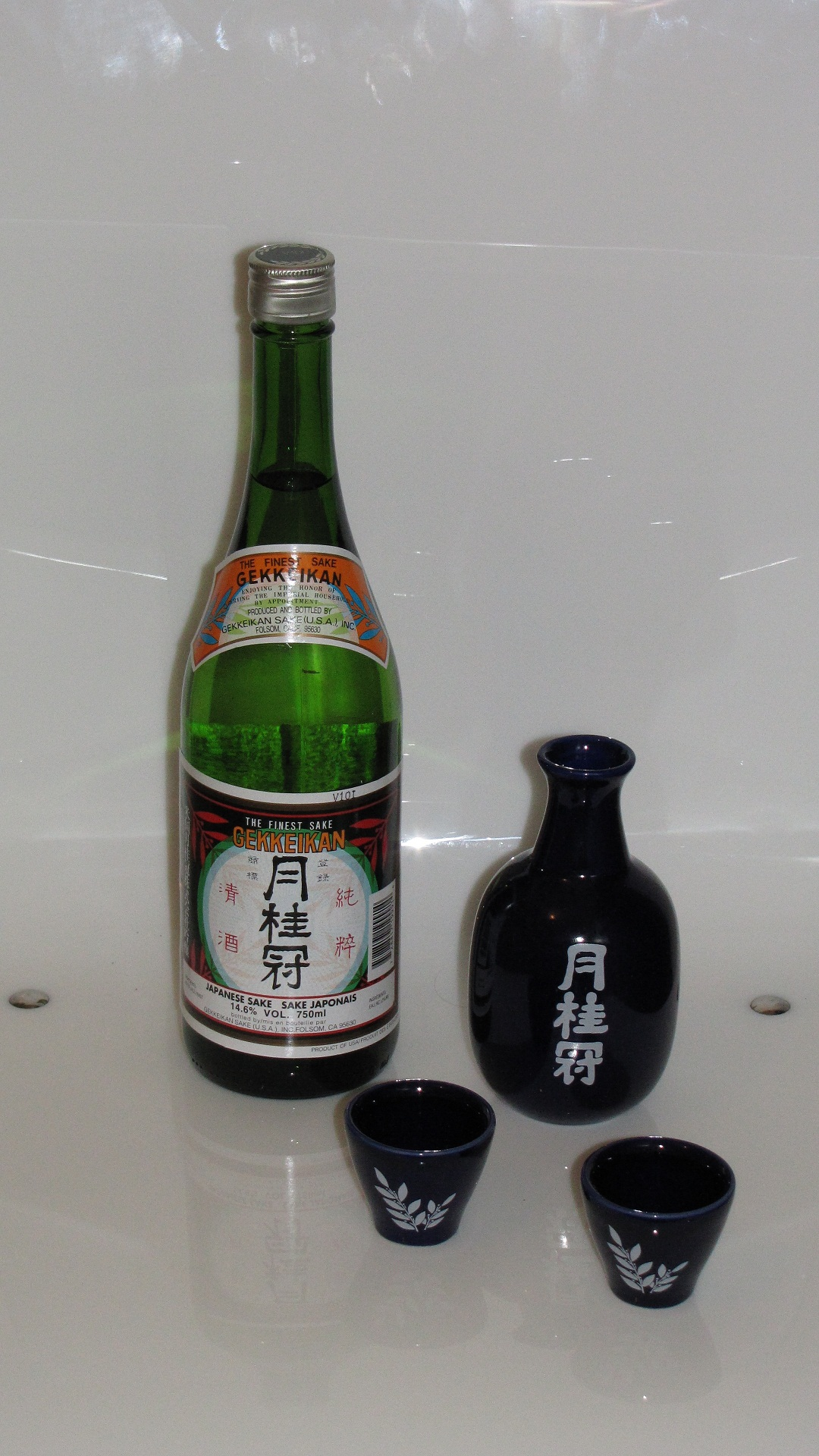
Butelka sake Gekkeikan
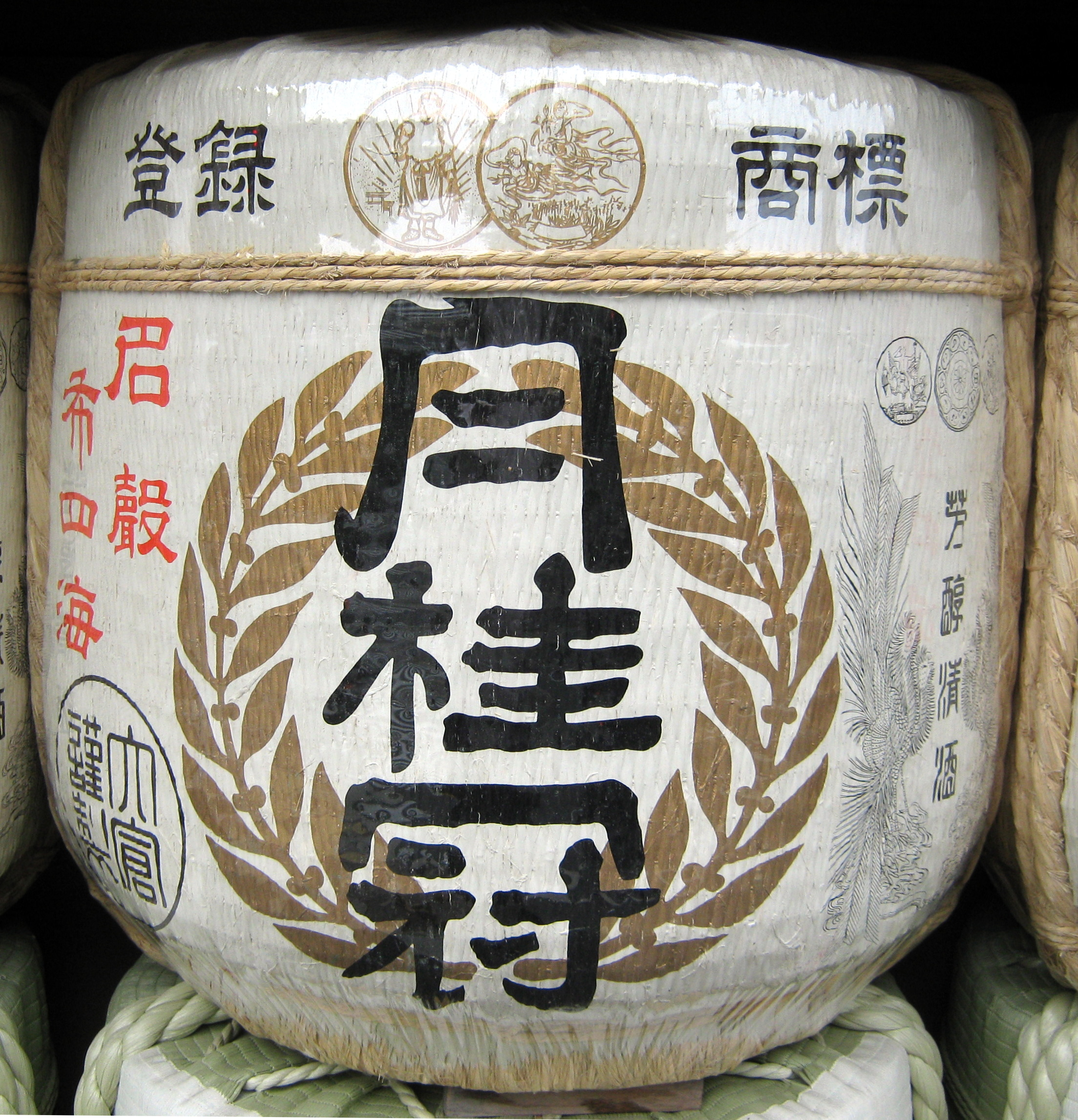
Beczka sake Gekkeikan